# Porsche Tennis Grand Prix
Porsche Tennis Grand Prix — жіночий тенісний турнір, який проводиться в Штутгарті, Німеччина (до 2005, в Фільдерштаті, південному передмісті Штутгарта). Проводиться з 1978 року на критих ґрунтових кортах. Від 2009 року належить до прем'єр-серії WTA з призовим фондом близько 573 тисяч євро і турнірною сіткою, розрахованою на 28 учасниць в одиночному розряді і 16 пар.
Крім грошового призу, переможниця в одиночному розряді отримує спортивний автомобіль Porsche.

## Історія
Перший Porsche Tennis Grand Prix відбувся у Фільдерштадті в жовтні 1978 року. Таким чином він є найстарішим в Європі жіночим тенісним турніром у приміщеннях. Турнір став дітищем директора фільдерштадтського тенісного центру Дітера Фішера і концерну Porsche AG.
Наступного року під егідою «Порше» в Фільдерштадті пройшов також чоловічий турнір, однак постійним він не став, а ось жіночий отримав нагороду Жіночої тенісної асоціації (WTA) як найкращий турнір у Гран-Прі Колгейт (жіночому професійному турі, який включав тоді 32 турніри).
1988 року, з утворенням WTA-туру, Porsche Tennis Grand Prix увійшов у число турнірів III категорії, але вже через два роки його призовий фонд зріс з 175 до 450 тисяч доларів, і йому була присвоєна вища II категорія, до якої він належав до 2008 року, після чого в результаті структурних змін у WTA-турі його разом із ще 19 турнірами включили в категорію прем'єр-турнірів.
У 2006 році турнір переїхав у Штутгарт, спорткомплекс Porsche Arena.
З 2009 року, в зв'язку з реформою календаря, яка до межі скоротила кількість зальних турнірів у Європі взимку і восени, Porsche Tennis Grand Prix був переведений з хардового на ґрунтове покриття, як і раніше проводячись у закритому приміщенні. Це єдиний турнір в календарі WTA, який проходить на закритих ґрунтових кортах. Особливий вид ґрунтового покриття, розроблений у Німеччині, дозволяє витратити на підготовку кортів лише дві доби, що важливо, враховуючи, що Porsche Arena є багатоцільовим комплексом, де цілий рік проводяться різні змагання і заходи. Турнір сусідить у календарі з вік-ендом Кубка Федерації, у зв'язку з чим національна федерація вважає за краще проводити домашні матчі збірної на місцевих кортах.
Переможниці та фіналістки
Безперечною лідеркою за кількістю перемог на турнірі є Мартіна Навратілова, яка шість разів брала гору в одиночному розряді і вісім разів у парному. Трейсі Остін виграла перші чотири турніри Фільдерштадте в одиночному розряді і один раз перемогла в парах, а Мартіна Хінгіс до чотирьох перемог в одиночному розряді у другій половині 90-х років додала два титули в парах. Пем Шрайвер, навпаки, чотири з п'яти своїх перемог на турнірі здобула в парному розряді і лише одну в одиночному. Ліндсей Девенпорт завоювала по три титули в одиночному і парному розрядах.
В єдиному чоловічому турнірі, що відбувся 1979 року, Войцех Фібак переміг у фіналі Гільєрмо Віласа 6-2, 6-2 і отримав як приз Porsche 928.
Чотирьом представницям Німеччини вдавалося вигравати «домашній» турнір в одиночному розряді — Анке Губер перемагала в 1991 і 1994 роках, Юлія Гергес виграла турнір у 2011 році,  Анджелік Кербер перемогла у 2015 і 2016 роках, а Лаура Зігемунд — у 2017. У парах перемогу здобували три представниці Німеччини: Клаудія Коде-Кільш 1984 року, Анна-Лена Гренефельд 2008 року. Сабіне Лісіцкі у 2011 і 2013 роках, Мона Бартель у 2013 році.

## Фінали

### Одиночний розряд
| Рік              | Чемпіонка                                           | Фіналістка                                          | Рахунок                                             |
| ---------------- | --------------------------------------------------- | --------------------------------------------------- | --------------------------------------------------- |
| ↓ Фільдерштадт ↓ |                                                     |                                                     |                                                     |
| 1978             | Трейсі Остін                                        | Бетті Стеве                                         | 6–3, 6–3                                            |
| 1979             | Трейсі Остін (2)                                    | Мартіна Навратілова                                 | 6–3, 6–2                                            |
| 1980             | Трейсі Остін (3)                                    | Шеррі Екер                                          | 6–2, 7–5                                            |
| 1981             | Трейсі Остін (4)                                    | Мартіна Навратілова                                 | 4–6, 6–3, 6–4                                       |
| 1982             | Мартіна Навратілова                                 | Трейсі Остін                                        | 6–3, 6–3                                            |
| 1983             | Мартіна Навратілова (2)                             | Катрін Танв'є                                       | 6–1, 6–2                                            |
| 1984             | Катаріна Ліндквіст                                  | Штеффі Граф                                         | 6–1, 6–4                                            |
| 1985             | Пем Шрайвер                                         | Катаріна Ліндквіст                                  | 6–1, 7–5                                            |
| 1986             | Мартіна Навратілова (3)                             | Гана Мандлікова                                     | 6–2, 6–3                                            |
| 1987             | Мартіна Навратілова (4)                             | Кріс Еверт                                          | 7–5, 6–1                                            |
| 1988             | Мартіна Навратілова (5)                             | Кріс Еверт                                          | 6–2, 6–3                                            |
| 1989             | Габріела Сабатіні                                   | Мері Джо Фернандес                                  | 7–6(7–5), 6–4                                       |
| 1990             | Мері Джо Фернандес                                  | Барбара Паулюс                                      | 6–1, 6–3                                            |
| 1991             | Анке Губер                                          | Мартіна Навратілова                                 | 2–6, 6–2, 7–6(7–4)                                  |
| 1992             | Мартіна Навратілова (6)                             | Габріела Сабатіні                                   | 7–6(7–1), 6–3                                       |
| 1993             | Марі П'єрс                                          | Наташа Звєрєва                                      | 6–3, 6–3                                            |
| 1994             | Анке Губер (2)                                      | Марі П'єрс                                          | 6–4, 6–2                                            |
| 1995             | Іва Майолі                                          | Габріела Сабатіні                                   | 6–4, 7–6(7–4)                                       |
| 1996             | Мартіна Хінгіс                                      | Анке Губер                                          | 6–2, 3–6, 6–3                                       |
| 1997             | Мартіна Хінгіс (2)                                  | Ліза Реймонд                                        | 6–4, 6–2                                            |
| 1998             | Сандрін Тестю                                       | Ліндсі Девенпорт                                    | 7–5, 6–3                                            |
| 1999             | Мартіна Хінгіс (3)                                  | Марі П'єрс                                          | 6–4, 6–1                                            |
| 2000             | Мартіна Хінгіс (4)                                  | Кім Клейстерс                                       | 6–0, 6–3                                            |
| 2001             | Ліндсі Девенпорт                                    | Жустін Енен                                         | 7–5, 6–4                                            |
| 2002             | Кім Клейстерс                                       | Даніела Гантухова                                   | 4–6, 6–3, 6–4                                       |
| 2003             | Кім Клейстерс (2)                                   | Жустін Енен                                         | 5–7, 6–4, 6–2                                       |
| 2004             | Ліндсі Девенпорт (2)                                | Амелі Моресмо                                       | 6–2, ret.                                           |
| 2005             | Ліндсі Девенпорт (3)                                | Амелі Моресмо                                       | 6–2, 6–4                                            |
| ↓ Штутгарт ↓     |                                                     |                                                     |                                                     |
| 2006             | Надія Петрова                                       | Татьяна Головін                                     | 6–3, 7–6(7–4)                                       |
| 2007             | Жустін Енен                                         | Татьяна Головін                                     | 2–6, 6–2, 6–1                                       |
| 2008             | Єлена Янкович                                       | Надія Петрова                                       | 6–4, 6–3                                            |
| 2009             | Світлана Кузнецова                                  | Дінара Сафіна                                       | 6–4, 6–3                                            |
| 2010             | Жустін Енен (2)                                     | Саманта Стосур                                      | 6–4, 2–6, 6–1                                       |
| 2011             | Юлія Гергес                                         | Каролін Возняцкі                                    | 7–6(7–3), 6–3                                       |
| 2012             | Марія Шарапова                                      | Вікторія Азаренко                                   | 6–1, 6–4                                            |
| 2013             | Марія Шарапова (2)                                  | Лі На                                               | 6–4, 6–3                                            |
| 2014             | Марія Шарапова (3)                                  | Ана Іванович                                        | 3–6, 6–4, 6–1                                       |
| 2015             | Анджелік Кербер                                     | Каролін Возняцкі                                    | 3–6, 6–1, 7–5                                       |
| 2016             | Анджелік Кербер (2)                                 | Лаура Зігемунд                                      | 6–4, 6–0                                            |
| 2017             | Лаура Зігемунд                                      | Крістіна Младенович                                 | 6–1, 2–6, 7–6(7–5)                                  |
| 2018             | Кароліна Плішкова                                   | Коко Вандевей                                       | 7–6(7–2), 6–4                                       |
| 2019             | Петра Квітова                                       | Анетт Контавейт                                     | 6–3, 7–6(7–2)                                       |
| 2020             | Не проводився через пандемію коронавірусної хвороби | Не проводився через пандемію коронавірусної хвороби | Не проводився через пандемію коронавірусної хвороби |
| 2021             | Ешлі Барті                                          | Аріна Соболенко                                     | 3–6, 6–0, 6–3                                       |
| 2022             | Іга Свьонтек                                        | Аріна Соболенко                                     | 6–2, 6–2                                            |
| 2023             | Іга Свьонтек (2)                                    | Аріна Соболенко                                     | 6–3, 6–4                                            |
| 2024             | Олена Рибакіна                                      | Марта Костюк                                        | 6–2, 6–2                                            |
| 2025             | Олена Остапенко                                     | Аріна Соболенко                                     | 6–4, 6–1                                            |

### Парний розряд
| Рік              | Чемпіони                                            | Фіналісти                                           | Рахунок                                             |
| ---------------- | --------------------------------------------------- | --------------------------------------------------- | --------------------------------------------------- |
| ↓ Фільдерштадт ↓ |                                                     |                                                     |                                                     |
| 1978             | Трейсі Остін Бетті Стеве                            | Міма Яушовець Вірджинія Рузіч                       | 6–3, 6–3                                            |
| 1979             | Біллі Джин Кінг Мартіна Навратілова                 | Бетті Стеве Венді Тернбулл                          | 6–3, 6–3                                            |
| 1980             | Гана Мандлікова Бетті Стеве (2)                     | Кеті Джордан Енн Сміт                               | 6–4, 7–5                                            |
| 1981             | Міма Яушовець Мартіна Навратілова (2)               | Барбара Поттер Енн Сміт                             | 6–4, 6–1                                            |
| 1982             | Мартіна Навратілова (3) Пем Шрайвер                 | Кенді Рейнолдс Енн Сміт                             | 6–2, 6–3                                            |
| 1983             | Мартіна Навратілова (4) Кенді Рейнолдс              | Вірджинія Рузіч Катрін Танв'є                       | 6–2, 6–1                                            |
| 1984             | Клаудія Коде-Кільш Гелена Сукова                    | Беттіна Бюнге Ева Пфафф                             | 6–2, 4–6, 6–3                                       |
| 1985             | Гана Мандлікова Пем Шрайвер (2)                     | Каріна Карлссон Тіна Шоєр-Ларсен                    | 6–2, 6–1                                            |
| 1986             | Мартіна Навратілова (5) Пем Шрайвер (3)             | Зіна Гаррісон Габріела Сабатіні                     | 7–6(7–5), 6–4                                       |
| 1987             | Мартіна Навратілова (6) Пем Шрайвер (4)             | Зіна Гаррісон Лорі Макніл                           | 6–1, 6–2                                            |
| 1988             | Мартіна Навратілова (7) Івона Кучиньська            | Елна Рейнах Раффаелла Реджі                         | 6–1, 6–4                                            |
| 1989             | Джиджі Фернандес Робін Вайт                         | Елна Рейнах Раффаелла Реджі                         | 6–4, 7–6(7–2)                                       |
| 1990             | Мері Джо Фернандес Зіна Гаррісон                    | Мерседес Пас Аранча Санчес Вікаріо                  | 7–5, 6–3                                            |
| 1991             | Мартіна Навратілова (8) Яна Новотна                 | Пем Шрайвер Наташа Звєрєва                          | 6–2, 5–7, 6–4                                       |
| 1992             | Аранча Санчес Вікаріо Гелена Сукова (2)             | Пем Шрайвер Наташа Звєрєва                          | 6–4, 7–5                                            |
| 1993             | Джиджі Фернандес (2) Наташа Звєрєва                 | Патті Фендік Мартіна Навратілова                    | 7–6(8–6), 6–4                                       |
| 1994             | Джиджі Фернандес (3) Наташа Звєрєва (2)             | Манон Боллеграф Лариса Савченко-Нейланд             | 7–6(7–5), 6–4                                       |
| 1995             | Джиджі Фернандес (4) Наташа Звєрєва (3)             | Мередіт Макґрат Лариса Савченко-Нейланд             | 5–7, 6–1, 6–4                                       |
| 1996             | Ніколь Арендт Яна Новотна (2)                       | Мартіна Хінгіс Гелена Сукова                        | 6–2, 6–3                                            |
| 1997             | Мартіна Хінгіс Аранча Санчес Вікаріо (2)            | Ліндсі Девенпорт Яна Новотна                        | 7–6(7–4), 3–6, 7–6(7–3)                             |
| 1998             | Ліндсі Девенпорт Наташа Звєрєва (4)                 | Анна Курникова Аранча Санчес Вікаріо                | 6–4, 6–2                                            |
| 1999             | Чанда Рубін Сандрін Тестю                           | Лариса Савченко-Нейланд Аранча Санчес Вікаріо       | 6–3, 6–4                                            |
| 2000             | Мартіна Хінгіс (2) Анна Курникова                   | Аранча Санчес Вікаріо Барбара Шетт                  | 6–4, 6–2                                            |
| 2001             | Ліндсі Девенпорт (2) Ліза Реймонд                   | Жустін Енен Меган Шонессі                           | 6–4, 6–7(4–7), 7–5                                  |
| 2002             | Ліндсі Девенпорт (3) Ліза Реймонд (2)               | Меган Шонессі Паола Суарес                          | 6–2, 6–4                                            |
| 2003             | Ліза Реймонд (3) Ренне Стаббс                       | Кара Блек Мартіна Навратілова                       | 6–2, 6–4                                            |
| 2004             | Кара Блек Ренне Стаббс (2)                          | Анна-Лена Гренефельд Юлія Шруфф                     | 6–3, 6–2                                            |
| 2005             | Даніела Гантухова Анастасія Мискіна                 | Квета Пешке Франческа Ск'явоне                      | 6–0, 3–6, 7–5                                       |
| ↓ Штутгарт ↓     |                                                     |                                                     |                                                     |
| 2006             | Ліза Реймонд (4) Саманта Стосур                     | Кара Блек Ренне Стаббс                              | 6–3, 6–4                                            |
| 2007             | Квета Пешке Ренне Стаббс (3)                        | Латіша Чжань Дінара Сафіна                          | 6–7(5–7), 7–6(7–4), [10–2]                          |
| 2008             | Анна-Лена Гренефельд Патті Шнідер                   | Квета Пешке Ренне Стаббс                            | 6–2, 6–4                                            |
| 2009             | Бетані Маттек-Сендс Надія Петрова                   | Хісела Дулко Флавія Пеннетта                        | 5–7, 6–3, [10–7]                                    |
| 2010             | Хісела Дулко Флавія Пеннетта                        | Квета Пешке Катарина Среботнік                      | 3–6, 7–6(7–3), [10–5]                               |
| 2011             | Сабіне Лісіцкі Саманта Стосур (2)                   | Крістіна Барруа Ясмін Вер                           | 6–1, 7–6(7–5)                                       |
| 2012             | Івета Бенешова Барбора Стрицова                     | Юлія Гергес Анна-Лена Гренефельд                    | 6–4, 7–5                                            |
| 2013             | Мона Бартель Сабіне Лісіцкі (2)                     | Бетані Маттек-Сендс Саня Мірза                      | 6–4, 7–5                                            |
| 2014             | Сара Еррані Роберта Вінчі                           | Кара Блек Саня Мірза                                | 6–2, 6–3                                            |
| 2015             | Бетані Маттек-Сендс (2) Луціє Шафарова              | Каролін Гарсія Катарина Среботнік                   | 6–4, 6–3                                            |
| 2016             | Каролін Гарсія Крістіна Младенович                  | Мартіна Хінгіс Саня Мірза                           | 2–6, 6–1, [10–6]                                    |
| 2017             | Ракел Атаво Олена Остапенко                         | Абігейл Спірс Катарина Среботнік                    | 6–4, 6–4                                            |
| 2018             | Ракел Атаво (2) Анна-Лена Гренефельд (2)            | Ніколь Меліхар Квета Пешке                          | 6–4, 6–7(5–7), [10–5]                               |
| 2019             | Мона Бартель (2) Анна-Лена Фрідзам                  | Анастасія Павлюченкова Луціє Шафарова               | 2–6, 6–3, [10–6]                                    |
| 2020             | Не проводився через пандемію коронавірусної хвороби | Не проводився через пандемію коронавірусної хвороби | Не проводився через пандемію коронавірусної хвороби |
| 2021             | Ешлі Барті Дженніфер Брейді                         | Дезіре Кравчик Бетані Маттек-Сендс                  | 6–4, 5–7, [10–5]                                    |
| 2022             | Дезіре Кравчик Демі Схюрс                           | Корі Гофф Чжан Шуай                                 | 6–3, 6–4                                            |
| 2023             | Дезіре Кравчик (2) Демі Схюрс (2)                   | Ніколь Меліхар Джуліана Ольмос                      | 6–4, 6–1                                            |
| 2024             | Чжань Хаоцін Вероніка Кудерметова                   | Ульрікке Ейкері Інгрід Ніл                          | 4–6, 6–3, [10–2]                                    |
| 2025             | Габріела Дабровскі Ерін Рутліфф                     | Катерина Олександрова Чжан Шуай                     | 6–3, 6–3                                            |